# Paulo Bassul
Paulo Roberto Bassul Campos (Brasília, 21 de outubro de 1967) é um treinador de basquetebol brasileiro.

## Trajetória profissional
Assistente técnico da Seleção Brasileira de Basquetebol Feminino nos Jogos Olímpicos de Sydney 2000 e Atenas 2004, assumiu o cargo de técnico da equipe brasileira após os Jogos Pan-Americanos de 2007. Substituiu ao Antônio Carlos Barbosa.
Nos Jogos Olímpicos de Pequim 2008 a seleção sob seu comando obteve uma vitória e quatro derrotas.
Em março de 2010, Bassul foi substituído do comando da seleção feminina pelo espanhol Carlos Colinas.
Em 2012, assumiu o cargo de gerente técnico da Liga Nacional de Basquete.

## Desentendimento com a jogadora Iziane
No Torneio Pré-Olímpico Mundial de Madri, durante a partida contra a Bielorrússia, a jogadora Iziane Castro Marques se recusou a retornar a quadra, sendo cortada da delegação. Em junho de 2009 Bassul volta a convoca-la para a disputa da Copa América de Basquetebol Feminino mas ela recusou-se a se apresentar.

## Copa América de Basquetebol Feminino
Na Copa América, disputada em Cuiabá, a seleção sagrou-se campeã invicta e foi classificada para o Campeonato Mundial de Basquetebol Feminino de 2010.